# Tōru Furusawa
Tōru Furusawa (jap. 古澤 徹 Furusawa Tōru; ur. 3 kwietnia 1962) – japoński seiyū i aktor dubbingowy związany z agencją Kenyu-Office.

## Wybrane role głosowe
- Cardcaptor Sakura – Yoshiyuki Terada (sezon pierwszy)
- Tajemnica przeszłości – Nakago
- Initial D – „Papa”
- Trigun – Millions Knives
- Bleach –
  - Zabimaru,
  - Koga Gau
- Lucky Star – Tadao Hiiragi
- Naruto Shippūden – Fukai
- Baccano! – Nicholas Wayne
- Tatakau Shisho – Fotona
- Toradora! – Rikuro Aisaka
- Jigoku shōjo – Toshiya Kakinuma
- Bokura no – Akira Tokosumi